# شتيفان شميت (سياسي ألماني)
شتيفان شميت هو سياسي ألماني، ولد في 19 مايو 1981 في فرايشتات في ألمانيا. نشط حزبياً في تحالف 90/الخضر. في الانتخابات الفيدرالية الألمانية 2017، انتخب عضو في البوندستاغ الألماني عن دائرة ريغنسبورغ ‏ وقد انضم خلال البوندستاغ الألماني التاسع عشر (24 أكتوبر 2017 – ) للكتلة البرلمانية قسم حزب الخضر ‏.